# 1226
Високе Середньовіччя •  Золота доба ісламу •  Реконкіста •  Хрестові походи •  Київська Русь •  Монгольська імперія

## Геополітична ситуація
На території колишньої Візантійської імперії існує кілька держав. Фрідріх II Гогенштауфен є імператором Священної Римської імперії (до 1250). Людовик IX почав правити у Франції (до 1270).
Апеннінський півострів розділений: північ належить Священній Римській імперії, середню частину займає Папська область, більша частина півдня належить Сицилійському королівству. Деякі міста півночі: Венеція, Піза, Генуя тощо, мають статус міст-республік, частина з яких об'єднана Ломбардською лігою.
Південь Піренейського півострова в руках у маврів. Північну частину півострова займають християнські Кастилія, Леон (Астурія, Галісія), Наварра, Арагонське королівство (Арагон, Барселона) та Португалія. Генріх III є королем Англії (до 1272), а королем Данії — Вальдемар II (до 1241).
У Києві княжить Володимир Рюрикович (до 1235), у Галичі — Мстислав Удатний, на Волині — Данило Галицький, у Володимирі-на-Клязмі — Юрій Всеволодович. Новгородська республіка та Володимиро-Суздальське князівство фактично відокремилися від Русі. У Польщі період роздробленості. На чолі королівства Угорщина стоїть Андраш II (до 1235).
В Єгипті, Сирії та Палестині править династія Аюбідів, невеликі території на Близькому Сході утримують хрестоносці. У Магрибі панують Альмохади, держава яких почала розпадатися. Сельджуки окупували Малу Азію. Чингісхан розширює територію Монгольської імперії. У Китаї співіснують частково підкорені монголами держава чжурчженів, де править династія Цзінь, й держава тангутів Західна Ся та держава ханців, де править династія Сун. Делійський султанат є наймогутнішою державою Північної Індії, а на півдні Індії домінує Чола. В Японії триває період Камакура.
Цивілізація майя переживає посткласичний період. Почала зароджуватися цивілізація ацтеків.

## Події
- Олег Курський спробував відібрати Чернігів у Михайла Всеволодовича, але зазнав невдачі.
- Король Франції Людовик VIII очолив похід на південь проти альбігойців, узяв Авіньйон, але помер у поході від дизентерії.
- Новим королем Франції став Людовик IX під опікою матері Бланки Кастильської.
- Король Португалії Санчо II відбив у маврів Елваш.
- Конрад Мазовецький запросив на Хелмнінську землю для боротьби з прусами Тевтонський орден.
- Папа римський Гонорій III затвердив статут Ордену кармелітів.
- Відновилася Ломбардська ліга проти імператора Священної Римської імперії Фрідріха II.
- Тангути Західної Ся повстали проти монголів.
- Джалал ад-Дін узяв і розграбував Тбілісі.

## Померли
- 3 жовтня — Франциск Ассізький, італійський проповідник, засновник католицького ордену францисканців.
- 8 листопада — Людовик VIII, французький король з династії Капетингів, претендент на англійську корону.